# سلیمان مره
سلیمان مره (انگلیسی: Sulayman Marreh؛ زادهٔ ۱۵ ژانویهٔ ۱۹۹۶) بازیکن فوتبال اهل گامبیا است که در پست هافبک دفاعی و مدافع میانی برای باشگاه خنت در لیگ برتر فوتبال بلژیک می‌کند.
وی همچنین در تیم ملی فوتبال گامبیا بازی کرده‌است.